# Pringgondani
Pringgondani is een bestuurslaag in het regentschap Jember van de provincie Oost-Java, Indonesië. Pringgondani telt 6352 inwoners (volkstelling 2010).